# 重富卓

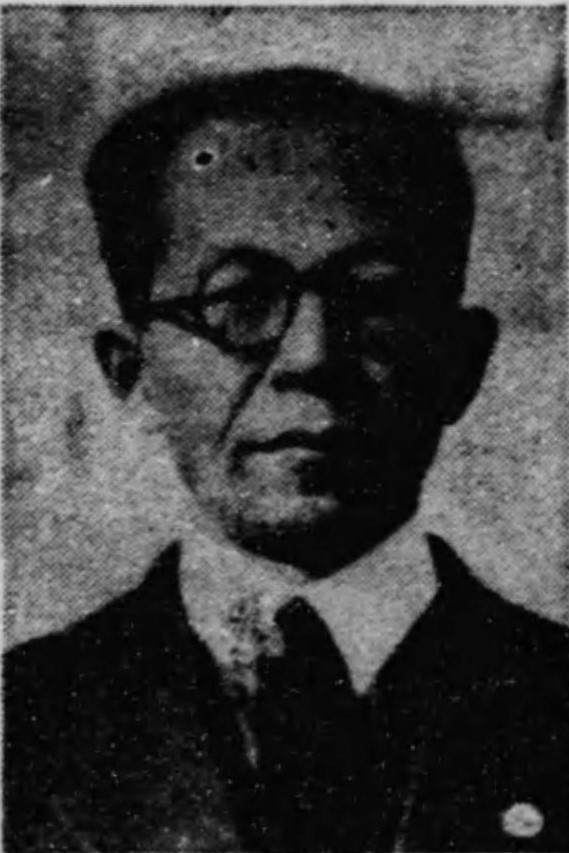
重富卓

重富 卓（重冨、しげとみ たく、1900年（明治33年）6月16日 - 1979年（昭和54年）2月17日）は、昭和期の農業指導者、実業家、政治家。衆議院議員。

## 経歴
山口県出身。1910年（明治43年）に出家したが1918年（大正7年）に還俗。1920年（大正9年）山口中学校（現山口県立山口高等学校）を卒業。1925年（大正14年）早稲田大学政治経済学部を卒業。同年農林省に入省し農務局雇となる。同年、一年志願兵として入隊し、1926年に除隊した。1927年（昭和2年）農林省に復帰し、同年12月、高等試験行政科試験に合格。1930年（昭和5年）東京府に出向し農林主事補、同属となり、1932年（昭和7年）に退官した。
1932年、産業組合中央会山口県支会に入り、のち同主席主事に就任。1937年（昭和12年）応召して出征し1941年（昭和16年）に除隊。1942年（昭和17年）に再度応召し出征して1945年（昭和20年）陸軍主計大尉で除隊。山口県農業会厚生経理部長に就任。以後、同理事、同副会長を歴任。
1947年（昭和22年）4月、第23回衆議院議員総選挙で山口県第2区から出馬して当選。日本自由党政調会農林副委員長、民主自由党政調会畜産委員長、同党政務調査会副会長などを務めた。1949年（昭和24年）1月の第24回総選挙（山口県第2区、民主自由党）に立候補したが落選し、衆議院議員に1期在任した。
1948年、山口県農業会が解散し同会を退任。1949年、食糧配給公団山口県支局長に就任し、同会の1952年（昭和27年）解散まで在任。1953年（昭和28年）東京に移り、1954年（昭和29年）丸の内生活協同組合副理事長に就任。1958年（昭和33年）全国畜産農業協同組合連合会常務理事となり、1961年（昭和36年）同専務理事となり1968年（昭和43年）に退任。同年、共栄畜産社長となり1970年（昭和45年）まで在任し帰郷した。1979年2月に死去し、遺体は山口大学医学部に献体された。

## 伝記
- 田中惇編『重冨卓をしのぶ』田中惇、1982年。